# Sonali Kulkarni
Sonali Kulkarni (marathi 'सोनाली कुलकर्णी') to indyjska aktorka urodzona w 1974 roku w rodzinie mówiącej w języku marathi w Maharasztrze w Pune. 1 nagroda, 4 nominacje (za Misja w Kaszmirze). Wystąpiła też w I See You, Strangers, Taxi Number 9211, Duma i uprzedzenie i Rób swoje!.
Jej imię w marathi oznacza „piękna”, w bengalskim „złota”.

## Filmografia
- TN07 AL-4777 (2008) (tamilski film) –
- Sirf (2008) – Namita
- Strangers (2007) –
- I See You (2006) –
- Darna Zaroori Hai (2006) – p. Pilgaonkar
- Taxi Number 9211 (2006) – p. Shastri
- White Rainbow (2005) – Priya
- Fuoco Su Di Me {Italian} (My Heart Is On Fire) (2005) –
- Duma i uprzedzenie (2004) – Chandra Lamba
- Devrai (2004) – Seena
- Hanan (2004) – Bhagwati
- Silence Please... The Dressing Room (2004) – reporterka Aparna Sen
- Danav (2003) – Lakshmi
- Dil Vil Pyar Vyar (2002) – Gauri
- Agni Varsha (2002) – Nittilai
- Kitne Door Kitne Paas (2002) – Jaya
- Junoon (2002)
- Rób swoje! (2001) – Pooja
- Pyaar Tune Kya Kiya (2001) – Geeta
- Dr. Babasaheb Ambedkar (2000) – Ramabai Ambedkar
- Misja w Kaszmirze (2000) – Neelima Khan
- Kairee (2000) – The girl as grown up
- Jahan Tum Le Chalo (1999)
- Daayraa (1996) – The Girl
- "Badalte Rishte" (1996) TV Series .... Ulka
- Vrindavan Film Studios (1996) – Radha
- Doghi (1995) – Krishna
- May Madham (1994) (Tamilski film)
- Mukta (1994) – Mukta
- Cheluvi (1992) – Cheluvi
- baja (1990)